# 20 tháng 3
Ngày 20 tháng 3 là ngày thứ 79 trong mỗi năm thường (ngày thứ 80 trong mỗi năm nhuận) trong lịch Gregory. Còn 286 ngày nữa trong năm. Đây cũng thường là ngày đầu của mùa xuân (xuân phân) ở Bắc Bán Cầu, và ngày đầu của mùa thu (thu phân) ở Nam Bán Cầu, do đó nó thường là ngày lễ truyền thống Norouz của người Iran ở nhiều quốc gia.

## Sự kiện
- 235 – Maximinus Thrax trở thành hoàng đế của Đế quốc La Mã, ông là hoàng đế La Mã đầu tiên chưa bao giờ đặt chân đến thành La Mã.
- 1127 – Kim Thái Tông hạ chiếu phế hai tù binh chiến tranh là Tống Khâm Tông và Tống Huy Tông làm thứ nhân, kết thúc 167 năm cai trị của Bắc Tống.
- 1815 – Napoléon Bonaparte, sau khi trốn khỏi Elba, tiến vào Paris, chính thức bắt đầu thời kỳ trị vì trăm ngày.
- 1852 – Cuốn tiểu thuyết Túp lều bác Tôm của Harriet Beecher Stowe được xuất bản. Quyển sách gây ảnh hưởng rất lớn đối với công dân Mỹ về chế độ nô lệ da đen.
- 1922 – USS Langley được tái biên chế thành tàu sân bay đầu tiên của Hải quân Hoa Kỳ.
- 1951 – Chiến tranh Việt Nam: Chiến dịch Hoàng Hoa Thám.
- 1967 – bộ đội pháo binh ở Vĩnh Linh tấn công Cồn Tiên trừng phạt pháo binh Mỹ từ bờ Nam sông Bến Hải bắn sang miền Bắc.
- 1987 – Cục quản lý Thực phẩm và Dược phẩm Hoa Kỳ công nhận thuốc AZT có thể làm chậm tiến trình của HIV/AIDS.
- 2003 – Quân đội Hoa Kỳ, Anh Quốc, Úc, Ba Lan bắt đầu các chiến dịch quân sự tại Iraq.
- 2024 – Võ Văn Thưởng đã được Trung ương Đảng đồng ý cho thôi các chức vụ trong Đảng và Nhà nước, bao gồm chức Chủ tịch nước cộng hòa xã hội chủ nghĩa Việt Nam

## Sinh
- 1477 – Jerome Emser, nhà thần học người Đức (m. 1527)
- 1502 – Pierino Belli, luật gia người Ý (m. 1575)
- 1735 – Torbern Bergman, nhà hóa học người Thụy Điển (m. 1784)
- 1737 – Rama I, vua Thái Lan (m. 1809)
- 1741 – Jean Antoine Houdon, nhà điêu khắc người Pháp (m. 1828)
- 1770 – Friedrich Hölderlin, nhà văn người Đức (m. 1843)
- 1799 – Karl August Nicander, nhà thơ người Thụy Điển (m. 1839)
- 1823 – Ned Buntline, nhà xuất bản người Mỹ (m. 1886)
- 1828 – Henrik Ibsen, nhà văn người Na Uy (m. 1906)
- 1836 – Sir Edward Poynter, họa sĩ người Anh (m. 1919)
- 1840 – Illarion Pryanishnikov, họa sĩ người Nga (m. 1894)
- 1856
  - Sir John Lavery, nghệ sĩ người Ireland (m. 1941)
  - Frederick Winslow Taylor, nhà phát minh người Mỹ (m. 1915)
- 1870 – Paul Emil von Lettow–Vorbeck, tướng người Đức (m. 1964)
- 1874 – Börries von Münchhausen, nhà thơ người Đức (m. 1945)
- 1876 – Payne Whitney, doanh nhân người Mỹ (m. 1927)
- 1879 – Maud Menten, nhà hóa sinh vật học người Canada (m. 1960)
- 1890
  - Beniamino Gigli, người hát giọng nam cao người Ý (m. 1957)
  - Lauritz Melchior, người hát giọng nam cao người Đan Mạch (m. 1973)
- 1895 – Fredric Wertham, nhà tâm lý học người Đức (m. 1981)
- 1903 – Edgar Buchanan, diễn viên người Mỹ (m. 1979)
- 1904 – B. F. Skinner, nhà tâm lý học người Mỹ (m. 1990)
- 1906
  - Abraham Beame, chính khách người Mỹ (m. 2001)
  - Ozzie Nelson, người chỉ huy dàn nhạc nhỏ, diễn viên người Mỹ (m. 1975)
- 1908 – Michael Redgrave, diễn viên người Anh (m. 1985)
- 1911 – Alfonso García Robles, giải thưởng Nobel (m. 1991)
- 1914 – Wendell Corey, diễn viên người Mỹ (m. 1968)
- 1915
  - Rudolf Kirchschläger, tổng thống người Áo (m. 2000)
  - Sviatoslav Richter, nghệ sĩ dương cầm người Liên Xô (m. 1997)
- 1916 – Pierre Messmer, chính khách, thủ tướng người Pháp (m. 2007)
- 1917 – Vera Lynn, nữ diễn viên, ca sĩ người Anh
- 1918 – Marian McPartland, nhạc Jazz nghệ sĩ dương cầm người Anh
- 1920 – Pamela Harriman, nhà ngoại giao người Anh (m. 1997)
- 1921 – Sister Rosetta Tharpe, ca sĩ người Mỹ (m. 1973)
- 1922
  - Larry Elgart, nhạc công saxophon, người chỉ huy dàn nhạc nhỏ người Mỹ
  - Ray Goulding, diễn viên hài người Mỹ (m. 1990)
  - Carl Reiner, đạo diễn phim người Mỹ
- 1924 – Jozef Kroner, diễn viên người Slovakia (m. 1998)
- 1927 – John Joubert, Anh nhà soạn nhạc người Nam Phi
- 1929 – Germán Robles, diễn viên người Tây Ban Nha
- 1931 – Hal Linden, diễn viên người Mỹ
- 1933
  - George Altman, vận động viên bóng chày người Mỹ
  - Alexander Gorodnitsky, nhà địa chất, nhà thơ người Nga
- 1934 – Willie Brown, chính khách người Mỹ
- 1935 – Ted Bessell, diễn viên người Mỹ (m. 1996)
- 1936 – Vaughn Meader, diễn viên hài người Mỹ (m. 2004)
- 1937
  - Lam Phương, nhạc sĩ người Việt Nam (m. 2020).
  - Jerry Reed, ca sĩ, diễn viên người Mỹ
- 1939 – Brian Mulroney, thủ tướng Canada nguyên
- 1941 – Pat Corrales, vận động viên bóng chày người Mỹ
- 1943 – Gerard Malanga, nhà thơ, nhà nhiếp ảnh người Mỹ
- 1945
  - Jay Ingram, người dẫn chương trình truyền hình, tác gia người Canada
  - Pat Riley, cầu thủ bóng rổ, huấn luyện viên người Mỹ
- 1947 – John Boswell, sử gia người Mỹ (m. 1994)
- 1948
  - John de Lancie, diễn viên người Mỹ
  - Bobby Orr, vận động viên khúc côn cầu trên băng người Canada
- 1949 – Marcia Ball, ca sĩ, nghệ sĩ dương cầm người Mỹ
- 1950 – William Hurt, diễn viên người Mỹ
- 1951 – Jimmie Vaughan, nhạc blues nghệ sĩ đàn ghita người Mỹ
- 1952 – Geoff Brabham, người đua xe người Úc
- 1954
  - Mike Francesa, thể thao người dẫn chương trình người Mỹ
  - Liana Kanelli, nhà báo, chính khách người Hy Lạp
- 1957
  - Vanessa Bell Calloway, nữ diễn viên người Mỹ
  - Spike Lee, đạo diễn phim người Mỹ
  - Theresa Russell, nữ diễn viên người Mỹ
- 1958
  - Phil Anderson, vận động viên xe đạp người Úc
  - Holly Hunter, nữ diễn viên người Mỹ
- 1959
  - Steve McFadden, diễn viên người Anh
  - Sting, đô vật Wrestling chuyên nghiệp người Mỹ
- 1961 – Jesper Olsen, cầu thủ bóng đá người Đan Mạch
- 1962 – Stephen Sommers, đạo diễn phim người Mỹ
- 1963
  - Paul Annacone, vận động viên quần vợt người Mỹ
  - Yelena Romanova, vận động viên người Nga (m. 2007)
  - Manabu Suzuki, người đua xe, phát thanh viên truyền thanh người Nhật Bản
  - David Thewlis, diễn viên người Anh
- 1964 – Natacha Atlas, ca sĩ người Bỉ
- 1966 – Alka Yagnik, ca sĩ Ấn Độ
- 1967 – Mookie Blaylock, cầu thủ bóng rổ người Mỹ
- 1969 – Mannie Fresh, nhà sản xuất người Mỹ
- 1970 – Michael Rapaport, diễn viên người Mỹ
- 1971
  - Manny Alexander, vận động viên bóng chày người Dominica
  - Touré, nhà văn người Mỹ
- 1973
  - Jane March, nữ diễn viên người Anh
  - Jung Woo–sung, diễn viên người Hàn Quốc
  - Cedric Yarbrough, diễn viên người Mỹ
- 1974
  - Paula Garces, nữ diễn viên người Colombia
  - Andrzej Pilipiuk, nhà văn người Ba Lan
- 1979
  - Silvia Abascal, nữ diễn viên người Tây Ban Nha
  - Bianca Lawson, nữ diễn viên người Mỹ
  - Keven Mealamu, cầu thủ bóng bầu dục người New Zealand
- 1980
  - Jamal Crawford, cầu thủ bóng rổ người Mỹ
  - Ock Ju–Hyun, ca sĩ người Hàn Quốc
  - Dương Khắc Linh, nhạc sĩ người Việt Nam, chồng của nữ ca sĩ Sara Lưu
- 1982
  - Terrence Duffin, cầu thủ cricket người Zimbabwe
  - Tomasz Kuszczak, cầu thủ bóng đá người Ba Lan
  - José Moreira, cầu thủ bóng đá người Bồ Đào Nha
- 1984
  - Rami Malek, diễn viên Ai Cập
  - Markus Niemelä, người đua xe người Phần Lan
  - Christy Carlson Romano, nữ diễn viên người Mỹ
  - Fernando Torres, cầu thủ bóng đá người Tây Ban Nha
  - Marcus Vick, cầu thủ bóng đá người Mỹ
  - Winta, nhạc sĩ người Na Uy
- 1987
  - Daniel Maa Boumsong, cầu thủ bóng đá người Cameroon
  - Patrick Boyle, cầu thủ bóng đá người Scotland
  - Sergei Kostitsyn, vận động viên khúc côn cầu người Belarus
  - Jô, cầu thủ bóng đá người Brasil
  - Rollo Weeks, diễn viên người Anh
  - Pedro Ken, cầu thủ bóng đá người Brasil
- 1989 – Tamim Iqbal, cầu thủ cricket người Bangladesh
- 1990
  - Marcos Rojo, cầu thủ bóng đá người Argentina
  - Vinh Khuất, ca sĩ kiêm sáng tác nhạc và nhà sản xuất âm nhạc người Đức gốc Việt
- 2000 – Hwang Hyun-jin, thành viên nhóm nhạc nam Stray Kids người Hàn Quốc

## Mất
- 1586 – Richard Maitland, chính khách, sử gia người Scotland (s. 1496)
- 1619 – Mathias, hoàng đế Đế quốc La Mã Thần thánh (s. 1557)
- 1726[a] – Isaac Newton, nhà vật lý, toán học Anh (s. 1642/43)
- 1730 – Adrienne Lecouvreur, nữ diễn viên người Pháp (s. 1692)
- 1732 – Johann Ernst Hanxleden, nhà ngữ văn người Đức (s. 1681)
- 1746 – Nicolas de Largillière, họa sĩ người Pháp (s. 1656)
- 1801 – Nguyễn Phúc Cảnh, thụy phong Anh Duệ Hoàng thái tử, hoàng tử trưởng của vua Gia Long (s. 1780)
- 1835 – Louis–Leopold Robert, họa sĩ người Pháp (s. 1794)
- 1847 – Nguyễn Phúc Miên Ngụ, hoàng tử con vua Minh Mạng (s. 1833)
- 1855 – Joseph Aspdin, Mason, nhà phát minh người Anh (s. 1788)
- 1865
  - Keisuke Yamanami, Samurai người Nhật Bản (s. 1833)
  - Nguyễn Phúc Phúc Tường, phong hiệu Nghi Xuân Công chúa, công chúa con vua Minh Mạng (s. 1841)
- 1874 – Hans Christian Lumbye, nhà soạn nhạc người Đan Mạch (s. 1810)
- 1878 – Julius Robert von Mayer, thầy thuốc, nhà vật lý người Đức (s. 1814)
- 1890 – Alexander F. Mozhaiski, người đi đầu trong lĩnh vực hàng không (s. 1825)
- 1897 – Apollon Maykov, nhà thơ người Nga (s. 1821)
- 1899 – Franz Ritter von Hauer, nhà địa chất người Áo (s. 1822)
- 1918 – Lewis A. Grant, nội chiến tướng người Mỹ (s. 1828)
- 1925 – George Nathaniel Curzon, chính khách người Anh (s. 1859)
- 1931 – Hermann Müller, Đức Chancellor (s. 1876)
- 1940 – Alfred Ploetz, thầy thuốc, nhà sinh vật học, nhà ưu sinh học người Đức (s. 1860)
- 1964 – Brendan Behan, nhà soạn kịch, tác gia người Ireland (s. 1923)
- 1969 – Henri Longchambon, chính khách người Pháp (s. 1896)
- 1972 – Marilyn Maxwell, nữ diễn viên người Mỹ (s. 1921)
- 1983 – Ivan Matveyevich Vinogradov, nhà toán học người Nga (s. 1891)
- 1990 – Lev Yashin, thủ môn bóng đá người Liên Xô (s. 1929)
- 1993 – Polykarp Kusch, Mỹ nhà vật lý, giải thưởng Nobel người Đức (s. 1911)
- 1994 – Lewis Grizzard, nghệ sĩ hài người Mỹ (s. 1946)
- 1995 – Big John Studd, đô vật Wrestling chuyên nghiệp người Mỹ (s. 1948)
- 1997 – Tony Zale, võ sĩ quyền Anh người Mỹ (s. 1913)
- 2000 – Gene Eugene, diễn viên, ca sĩ người Canada (s. 1961)
- 2001 – Luis Alvarado, vận động viên bóng chày người Puerto Rican (s. 1949)
- 2003 – Sailor art Thomas, đô vật Wrestling chuyên nghiệp người Mỹ (s. 1924)
- 2004 – Pierre Sévigny, sĩ quan quân đội, chính khách người Canada (s. 1917)
- 2004 – Juliana, Nữ hoàng Hà Lan từ năm 1948 đến năm 1980 (s. 30/4/1909)
- 2005 – Armand Lohikoski, đạo diễn phim người Phần Lan (s. 1912)
- 2007
  - Taha Yassin Ramadan, chính khách người Iraq (s. 1938)
  - Hawa Yakubu, chính khách Ghana (s. 1948)
- 2008
  - Eric Ashton, cầu thủ Liên đoàn Bóng bầu dục người Anh (s. 1935)
  - Shoban Babu, diễn viên Ấn Độ (s. 1937)
  - Brian Wilde, diễn viên người Anh (s. 1921)
  - Klaus Dinger, nhạc sĩ người Đức (s. 1946)

## Ngày lễ và kỷ niệm
- Ngày quốc tế Pháp ngữ
- Lễ hội holi của Ấn Độ theo tháng Purnima của Phalgun
- Ngày Quốc tế Hạnh phúc